# Bulbophyllum nummularioides
Bulbophyllum nummularioides là một loài phong lan thuộc chi Bulbophyllum.